# Gregoriemarknaden
Gregoriemarknaden eller Gregorimarsnen (jämtska) är en årligt återkommande marknad i Östersund i Jämtland. Marknaden pågår i tre dagar i början av mars.

## Historia

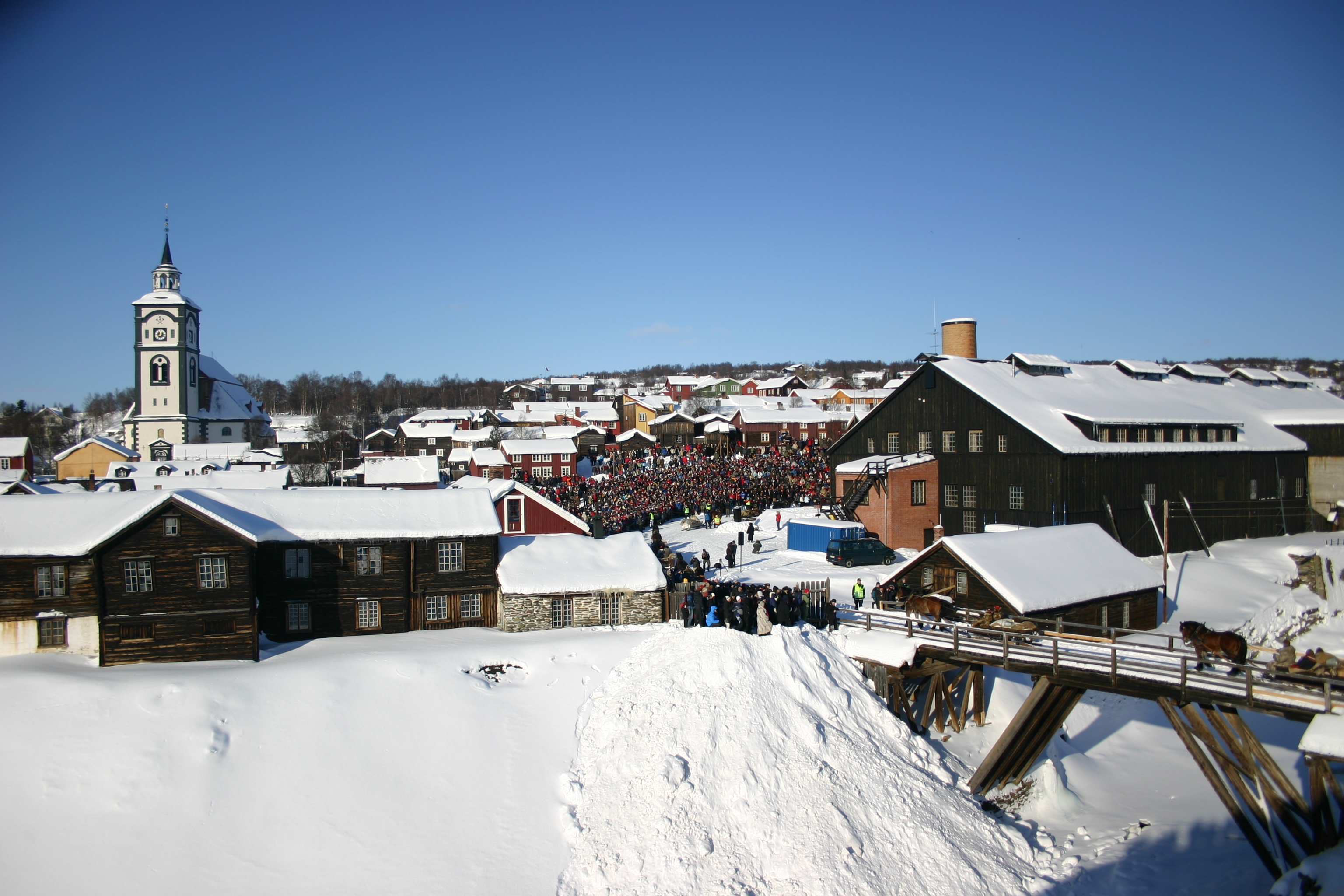
Den närliggande Rørosmartnan i Norge, notera forbönderna som färdas med häst och släde på bron.

Marknaden hölls ursprungligen på Frösön redan på 1000-talet i samband med "motsveckan", alltså veckan då Jamtamot hölls den 12 mars. Efter kristnandet sammanföll marknaden med Gregoriusdagen som gav det nya kristna namnet. År 1798 flyttades marknaden till den då nygrundade staden Östersund på fastlandet och var för många jämtar och härjedalingar det huvudsakliga uppköpstillfället under året.
Gregoriemarknaden fick sitt namn efter påven och senare helgonet Gregorius I. Marknaden förbjöds av Svenska statens myndighet Kommerskollegium år 1914 men kom fortfarande att hållas i staden i ett par år. 1950 hölls en ny Gregoriemarknad men det var först vid stadens 200-årsjubileum år 1986 som den kom tillbaka på riktigt och har sedan dess hållits årligen.
Marknaden har under århundraden varit Jämtlands viktigaste marknad och blev inskriven i den äldsta Frostatingslagen för Tröndelagen. Forbönder och knallar kom från olika delar till marknaden med varor som såldes och köptes. Marknaden hölls under vintern eftersom det var lättare att färdas från bygderna över snön med häst och släde. 
Under vintern behövde befolkningen inte ta hand om jordbruket och det var samtidigt lättare att ta sig fram, speciellt till Frösön då Storsjön var frusen. Tidpunkten var väl vald, och marknaden hölls 14 dagar efter att marknaden i Levanger (som i sin tur hålls några dagar efter marknaden i Røros) avslutats så att det var möjligt att komma till Gregoriemarknaden efteråt.

## Idag

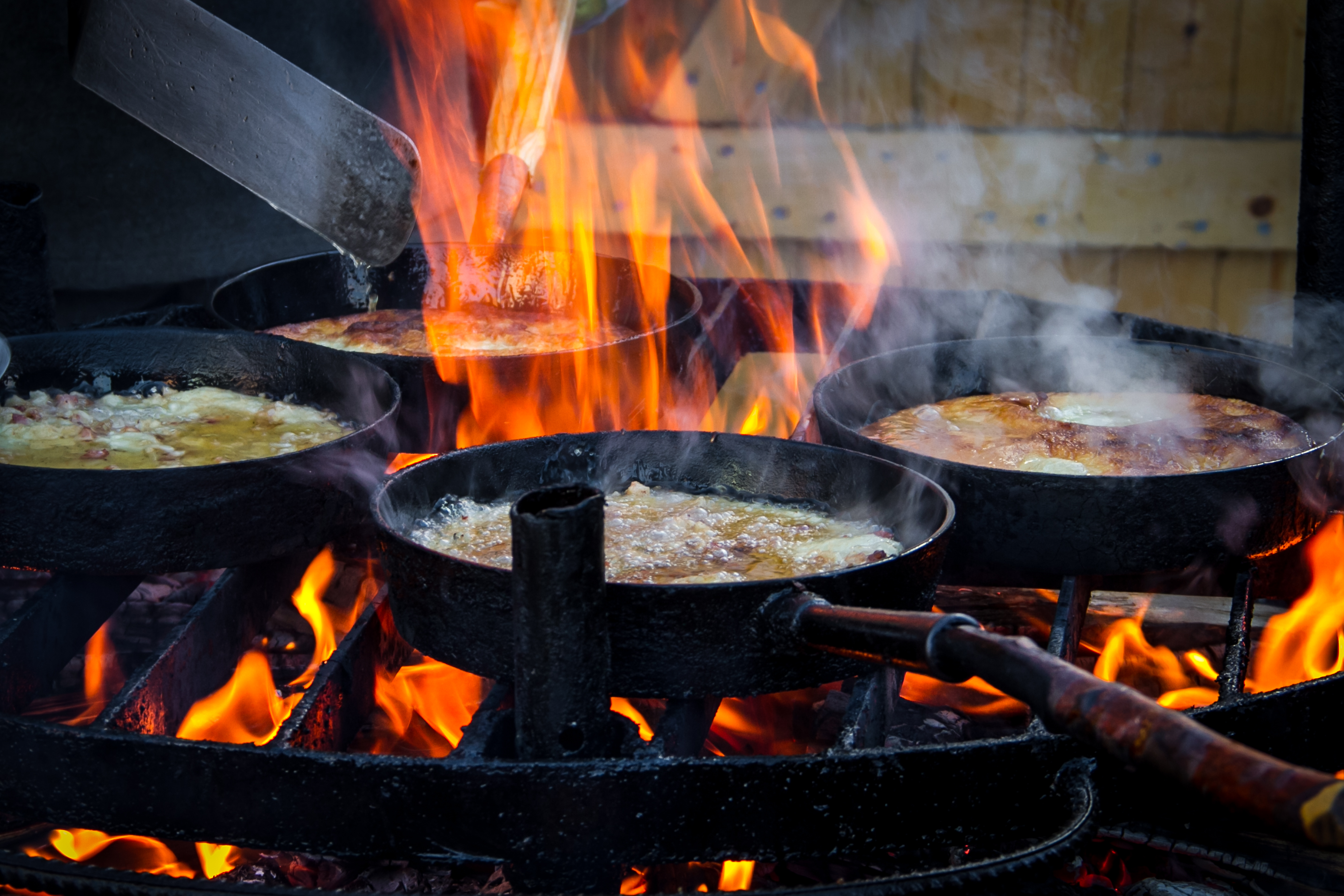
Tillagning av traditionella kolbullar på Gregoriemarknaden.

På dagens Gregoriemarknad kan man återuppleva den på gammalt vis. I norra delen av Stortorget i Östersund finns det forbönder som säljer varor såsom de såldes för flera hundra år sedan. Ett EU-projekt kallat Forbönder på väg finansierar färd med häst och släde till marknaden och även flera andra marknader i området. Allt från mat till smycken säljs idag på marknaden.
Under marknaden pågår ofta något folkmusikarrangemang.